# Gare de Nissan
La gare de Nissan est une gare ferroviaire française fermée de la ligne de Bordeaux-Saint-Jean à Sète-Ville, située sur le territoire de la commune de Nissan-lez-Enserune, dans le département de l'Hérault, en région Occitanie.
Elle est mise en service en 1857, par la Compagnie des chemins de fer du Midi et du Canal latéral à la Garonne.
C'est, jusqu'en 2015, une halte de la Société nationale des chemins de fer français (SNCF).

## Situation ferroviaire
Établie à 19 mètres d'altitude, la gare de Nissan est située au point kilométrique (PK) 421,419 de la ligne de Bordeaux-Saint-Jean à Sète-Ville, entre les gares ouvertes aux voyageurs de Coursan et de Béziers.

## Histoire
La Compagnie des chemins de fer du Midi et du Canal latéral à la Garonne met en service la section de Toulouse à Béziers, ainsi que la station de Nissan, le 22 avril 1857.
La SNCF supprime la desserte de la halte (alors réalisée par des trains TER Languedoc-Roussillon) le 5 août 2015, en raison de travaux de renouvellement des voies ; aucune réouverture ne semble être prévue en 2017. L'année précédant sa fermeture, elle a accueilli 1 116 voyageurs.